# Гусаровка (Изюмский район)
Гусаровка (укр. Гусарівка) — село в Изюмском (до 2020 года — в Балаклейском) районе Харьковской области Украины.
Село до 2020 года являлось административным центром Гуса́ровского сельсовета, который также включал в себя село Волобу́евка. Согласно закону от 17 июля 2020 года сельсовет был ликвидирован.

## Население
Население по переписи 2001 года составляло 1352 человека.

## Географическое положение
Находится на расстоянии 12 км от Балаклеи. По территории протекает река Чепель.
Через село проходят автомобильные дороги Балаклея — Петровское и Балаклея — Червоный Донец Т-2110 и Т-2121.

## История
На территории Гусаровки археологами обнаружено поселение времён Киевской Руси. Первое упоминание о селе относится к 1685 году.
В 12 мая 1942 года командование Юго-Западного фронта начало наступательную операцию с целью освобождения Харькова. Немецкое командование, сосредоточив большие силы, начало контрнаступательную операцию. 23 мая 1942 года армейская группа «Клейст» и войска 6-й полевой армии в районе села Гусаровка замкнули окружение (см. Барвенковский котёл). В результате этих боёв советские войска потеряли около 240 тысяч человек, 5060 орудий, 775 танков. Погибли генералы Ф. Костенко, А. Городнянский, К. Подлас, Л. Бобкин.
В 1966 году в селе проживали 1555 человек; в селе действовали восьмилетняя школа, Дом культуры, библиотека, ремонтно-техническая мастерская «Сельхозтехники», колхоз «Достижение Октября» с 5300 га земли.
До 17 июля 2020 года Гусаровка входила в Балаклейский район; после его ликвидации входит в укрупнённый Изюмский район.

### Вторжение России на Украину (2022)
В начале марта 2022 года в ходе вторжения России на Украину Гусаровка была захвачена российскими войсками.
New York Times пишет, что в начале марта при обстреле целей в деревне Гусаровка вооруженные силы Украины применили кассетный боеприпас, что предположительно стало первым применением кассетного боеприпаса украинской армией с начала российского вторжения. По словам местных жителей, кассетный боеприпас упал недалеко от импровизированного штаба российской армии в соседней сельскохозяйственной мастерской. По мнению издания, это означает, что российские войска почти наверняка были целью удара.
Кассетные боеприпасы неоднократно использовались силами РФ в ходе нападения на Украину. Гуманитарные организации осудили их использование. Западные лидеры связали кассетные боеприпасы с обвинениями России в военных преступлениях. Представитель Human Rights Watch Мэри Уэрхэм (англ. Mary Wareham) заявила: «Это не удивительно, но определенно тревожно слышать о том, что появились доказательства того, что Украина могла использовать кассетные боеприпасы в этом конфликте».
Примерно 26 марта украинские войска освободили Гусаровку. По состоянию на апрель 2022 года линия фронта находилась примерно в 5 километрах от села и, по словам местных жителей, село ежедневно подвергалось атакам российской артиллерии и авиации.

## Достопримечательности
В Гусаровке установлены памятник участникам гражданской войны — «красным гусарам» — и памятник советским воинам, павшим в бою за освобождение и при обороне села от гитлеровцев в 1942 и 1943 году.